# Ordinul Vulturul Roșu

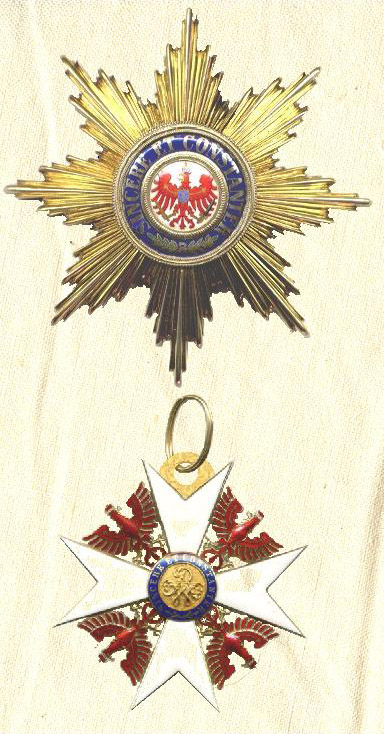
Ordinul Vulturul Roșu de clasa I cu stea

Ordinul Vulturul Roșu a fost  o decorație înaltă, cavalerească prusacă de merit. Ea a fost fundată la începutul secolului al XVIII-lea sub numele de Ordre de la sincérité (Ordinul Sincerități) ca ordin cavaleresc al curții. Din 1792, după trecerea teritoriilor francone a casei Hohenzollern la Prusia, el a fost conferit de regele Prusiei, devenind cel mai important după acel al Vulturului Negru. Premiul a fost acordat până la sfârșitul monarhiei în 1918 și desființat la 11 august 1919. 

## Istorie

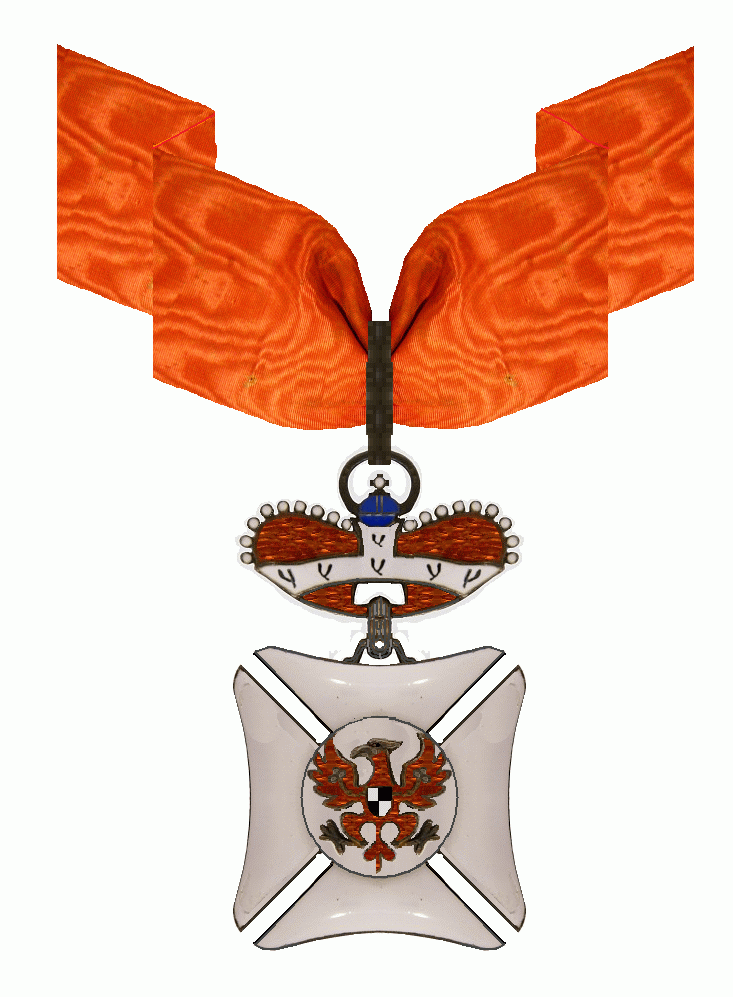
Ordre de la Sincerité

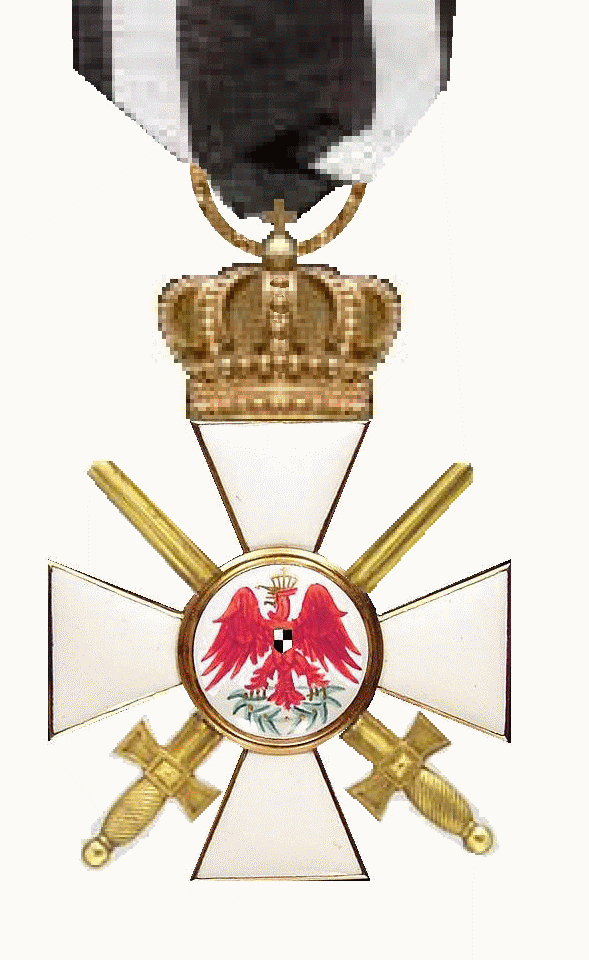
"Vulturul Roșu", cu coroanä și spade

Ctitorul ordinului a fost domnitorul principatului de Bayreuth, Gheorghe Wilhelm de Brandenburg-Bayreuth, în ziua de 17 noiembrie 1705. Probabil l-a fost întemeiat pe baza ordinului englez al Jartierei, cu care a făcut cunoștință  în timpul călătoriile sale.
Ultimul Margraf de Brandenburg-Ansbach și Bayreuth, Christian Frederick Carol Alexandru, a dat ordinului, pe care l-a preluat la 13 iulie 1734, în ziua de 23 iunie 1777, statute noi, denumindu-l „Mare Ordin Princiar al Vulturului Roșu de Brandenburg” (Hochfürstlicher Brandenburgischer Roter-Adler-Orden”). 
După vinderea celor două principate Brandenburg-Bayreuth și Brandenburg-Ansbach prin ultimul principe Karl Alexander, Margraf de Brandenburg-Ansbach regelui Frederic Wilhelm al II-lea al Prusiei, acesta a instalat ordinul, pe 12 iunie 1792, cu al 2-lea rang în succesiunea decoraților prusace.
Pe 18 ianuarie 1810 ordinul a fost împărțit în trei clase, iar pe 18 ianuarie 1830 a fost adăugată posibilitatea decorării cu stea pentru clasa a 2-a precum crearea ordinului de clasa a 4-a. În ziua de 18 mai 1842, regele Frederic Wilhelm al IV-lea a decretat executarea unei medalii de argint al ordinului acordate doar membrilor străini ai trupelor prusace, care a fost modificată mai târziu de împăratul Wilhelm I al Germaniei (1871) . La 18 octombrie 1861, s-a mai anexat și Marea Cruce ca cel mai înalt rang al premiului precum un colan pentru merite deosebite.
La începutul Primului Război Mondial distincția a fost lărgită la cinci clase redenumite în: cavaler, ofițer, comandor, mare comandor, cavaler al Marii Cruci) și, din 1918, a fost afiliată o medalie pentru soldați obișnuiți cu merite deosebite de război.

## Descrierea ordinului

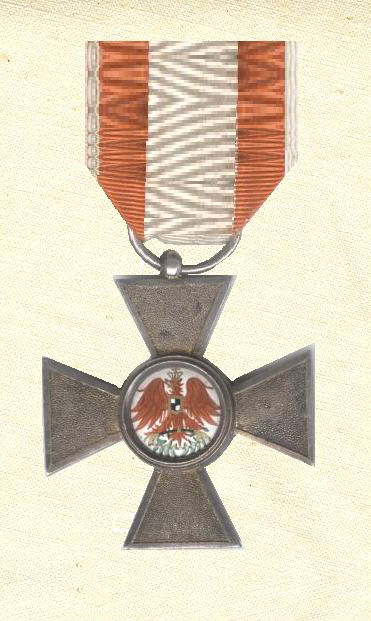
Ordinul Vulturul Roșu de clasa IV

Insigna de clasele I-III este o cruce pattée (malteză) pe aur, emailată în alb, iar pentru Marea Cruce ea este compusă din aceeași cruce, în plus cu vulturi emailați roșii între brațele ei. Crucea de clasa a 4-a este similară, dar cu brațe de argint simple și netede. La toate se află în mijloc un medalion înrămat auriu, care poartă vulturul roșu pe fond alb emailat pe avers și inițialele regelui Frederic Wilhelm, deasupra cu coroana prusacă, pe revers. Medalionul pentru clasa I este înconjurat de o bramă emailată albastru, purtând deviza ordinului: Sincere et Constante.
Steaua purtată pe piept este înzestrată pentru Marea Cruce aurie cu opt raze, pentru clasa I de argint cu opt colțuri, iar pentru clasa II de argint cu patru colțuri, cu o cruce pattée smălțuită alb, toate cu raze drepte. Medalionul central poartă vulturul roșu pe fond alb emailat, înconjurat de un inel emailat cu motoul distincției, albastru pentru Marea Cruce, de culoare albă pentru celelalte categorii. 
Banda și panglica tradițională al ordinului sunt albe, cu două dungi portocalii la margini, dar ca premii de luptă au fost frecvent conferite cu coroană (mai ales pentru membrii familiei regale), la o bandă/panglică alb-neagră, similară cu acea a Crucii de Fier. Colanul este alcătuit de trei tipuri de verigi: Primul a fost o brumă albastră, pe care stă de citit deviza ordinului cu coroana regală, în interior monograma „WR” (Wilhelminus Rex) al fondatorului; a doua constă dintr-o coroană de frunziș de stejar cu două săbii (spade) încrucișate la mijloc; a treia este identică cu prima, cu excepția monogramei, înlocuită de un vultur negru. 
Acest ordin a fost acel cu cele mai multe nuanțări. Cele mai importante ar fi: Decorația cu săbii (spade) ca merit de război (1848); frunză de stejar pentru titularii de clasa I și II care au deținut anterior clasa II sau III; onorarea cu brilianți pentru clasa I și II.)

## Clasele ordinului 1792-1919
| Casete purtate 1792-1810 |
| Cavaler                  |

| Casete purtate 1810-1914 |                     |                    |
| Cavaler de clasa III     | Cavaler de clasa II | Cavaler de clasa I |

| Casete purtate 1914-1919 |         |        |          |               |                        |
| Medalia                  | Cavaler | Ofițer | Comandor | Mare Comandor | Cavaler al Marii Cruci |

## Decorați români ai ordinului (selecție)
- Feldzeugmeister Petru Duka de Kádár, clasa I, 1813
- Politicianul Anton Kochanowski von Stawczan, clasa II, 1901
- Amiralul Vasile Urseanu, clasa II, 1894